# 道里菜市场
45°46′13″N 126°37′26″E / 45.7703°N 126.6240°E
道里菜市场是位于中华人民共和国黑龙江省哈尔滨市道里区的农贸市场，始建于1902年，初称埠头北市场，后改名为八杂市，1990年改称现名。该市场曾是中华人民共和国商业部评选的“全国十大农贸市场”之一。

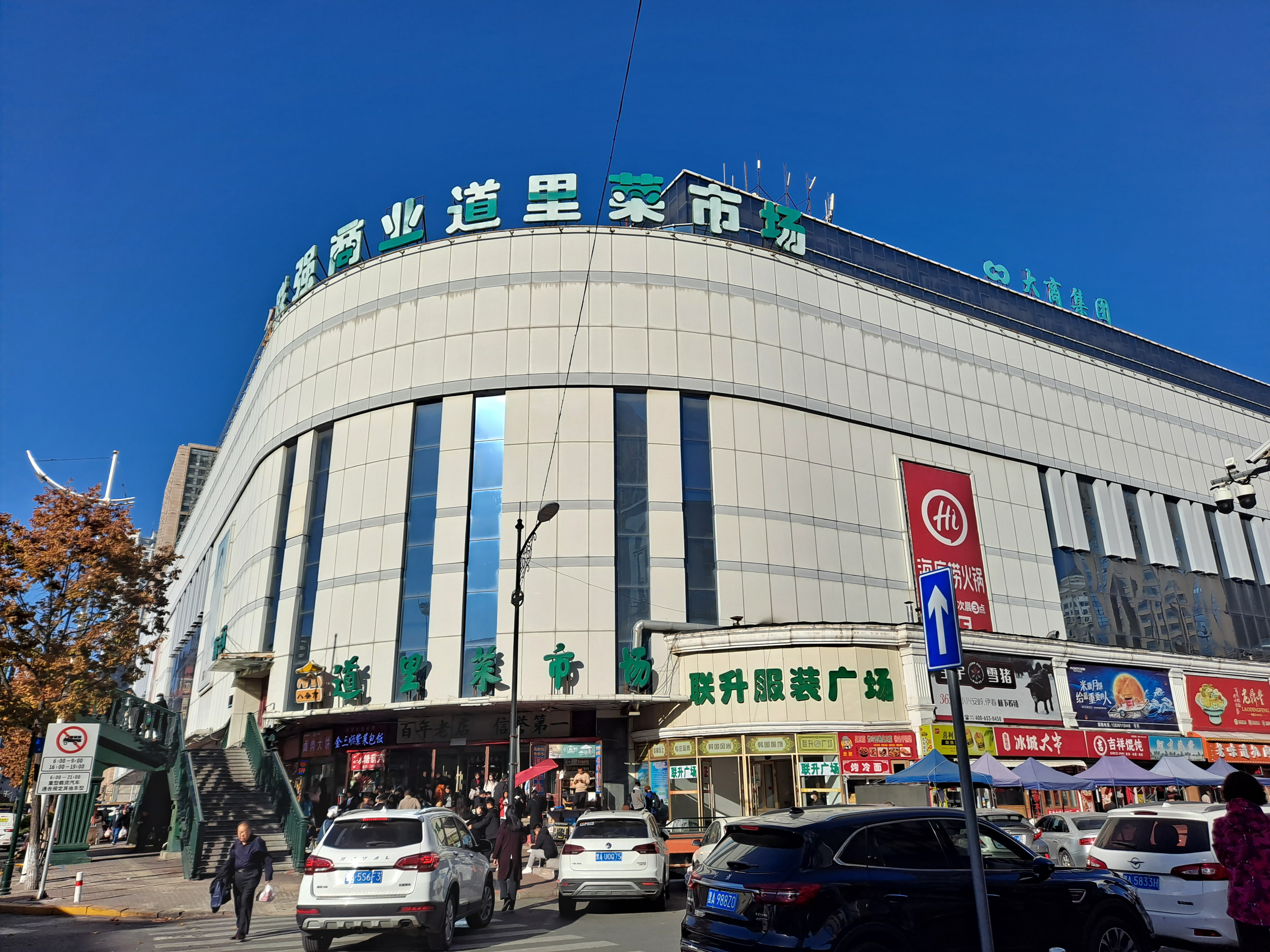
道里菜市场，摄于2023年

## 历史
道里菜市场始建于1902年，是哈埠第一座市场，主营副食、日杂、估衣等商品，初称埠头北市场，后用俄语“市场”（俄语：базар）的音译加上“市”字，而俗名“八杂市”。

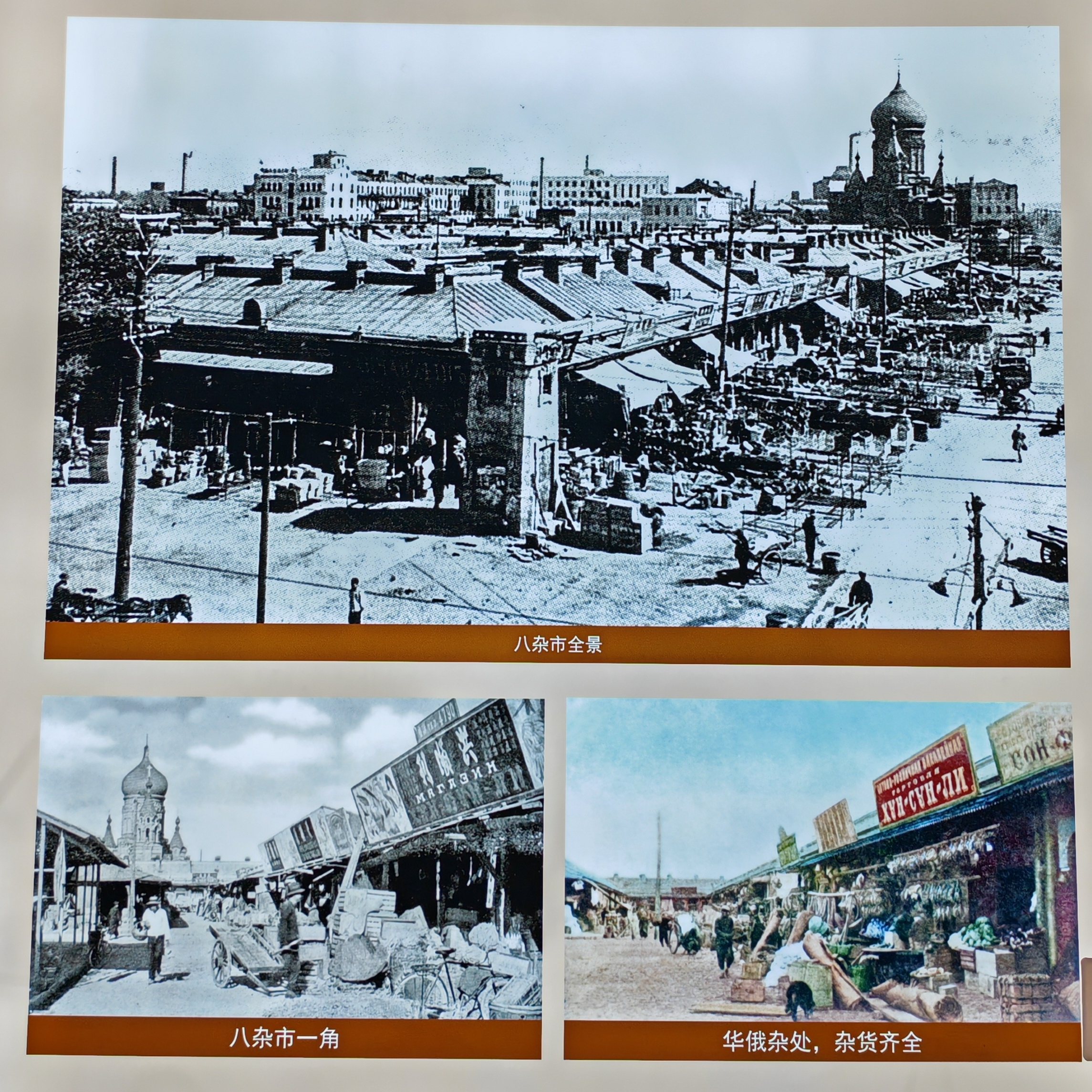
1930年左右的八杂市照片，哈尔滨市博物馆藏

1910年11月14日，新八杂市竣工，1911年2月正式营业。营业铺房租金：鱼、肉、蔬菜、布匹、杂货业每平方丈40卢布；估衣、旧货物每平方丈35或25卢布。:9此时市场为回字形大市场，店铺相连，在此经商的有中、日、俄等各国商贩，经营种类齐全，除副食蔬菜外还经营日用百货和各种手工业，东北沦陷后改称南市场，欧美商人由于受到日本人的排挤逐渐减少，日本商人逐渐增多。
1956年，公私合营后正式成立道里市场食杂商店，是哈尔滨市最大的杂品蔬菜大市场。1979年以后，市场食杂商店网店经营逐渐扩大，1983年改称“道里菜市场”。1988年3月，哈尔滨市政府决定拆除改建原道里市场，并将哈尔滨新一百迁入原址，1990年6月1日道里市场竣工开业，合并了多家国营市场，经营品种达7000多个，年销售额突破亿元，入选全国菜篮子工程，被商业部誉为全国十大菜市场之首。
1995年3月，道里菜市场被市商委确定为哈尔滨市连锁商业试点单位，开办多家分店，并在1999年4月1日将其中最大的新阳店改为量贩店。

## 发展
2002年，道里菜市场与外来企业合资合作，引进上海世纪联华超市公司，次年第一家店世纪联华胜达店开业。6月，哈尔滨道里菜市场集团改制，新成立的哈尔滨联强商业发展有限公司负责市场的运营，并在南岗区学府路开办近万米的乐买量贩店。根据所处大学校区的特殊地理位置，该店通过与大学校企共建，企业每年帮扶一批贫困学生，商店也成为师生的购物场所。
2006年，哈尔滨道里菜市场被认定为首批“中华老字号”（商标为“八杂市”）。
改制后，道里菜市场建设了黑龙江省首家无公害蔬菜专柜和绿色猪肉专柜，成为全国首批25家“绿色市场”试点单位之一，先后引进米旗、老鼎丰糕点、大庄园、阿妈牧场、宝宇林下猪、秋林里道斯红肠、北大荒冷鲜肉、宾西牛肉等黑龙江省著名商家，给了市民更多便利。2017年5月，随着到中央大街和索菲亚教堂旅游人数的增多，为适应市场消费结构的变化，道里菜市场开办了贯穿尚志大街和兆麟街的八杂市美食街，经营中外特色饮食，并设立多种民族工艺展示项目，满足了游客的就餐需求，销售规模进一步扩大，进入黑龙江省百强民营企业行列。
2019年，道里菜市场增加线上销售渠道，销售额进一步增加。8月，中国国务院总理李克强前往黑龙江视察时前往道里菜市场调查菜价变化情况。十二月成为哈尔滨市市场监督管理局发布的哈市首批86家放心消费创建承诺示范单位之一。

## 外部連結
- 道里菜市场官方网站 （页面存档备份，存于）